# Johan Wilhelm van Lansberge

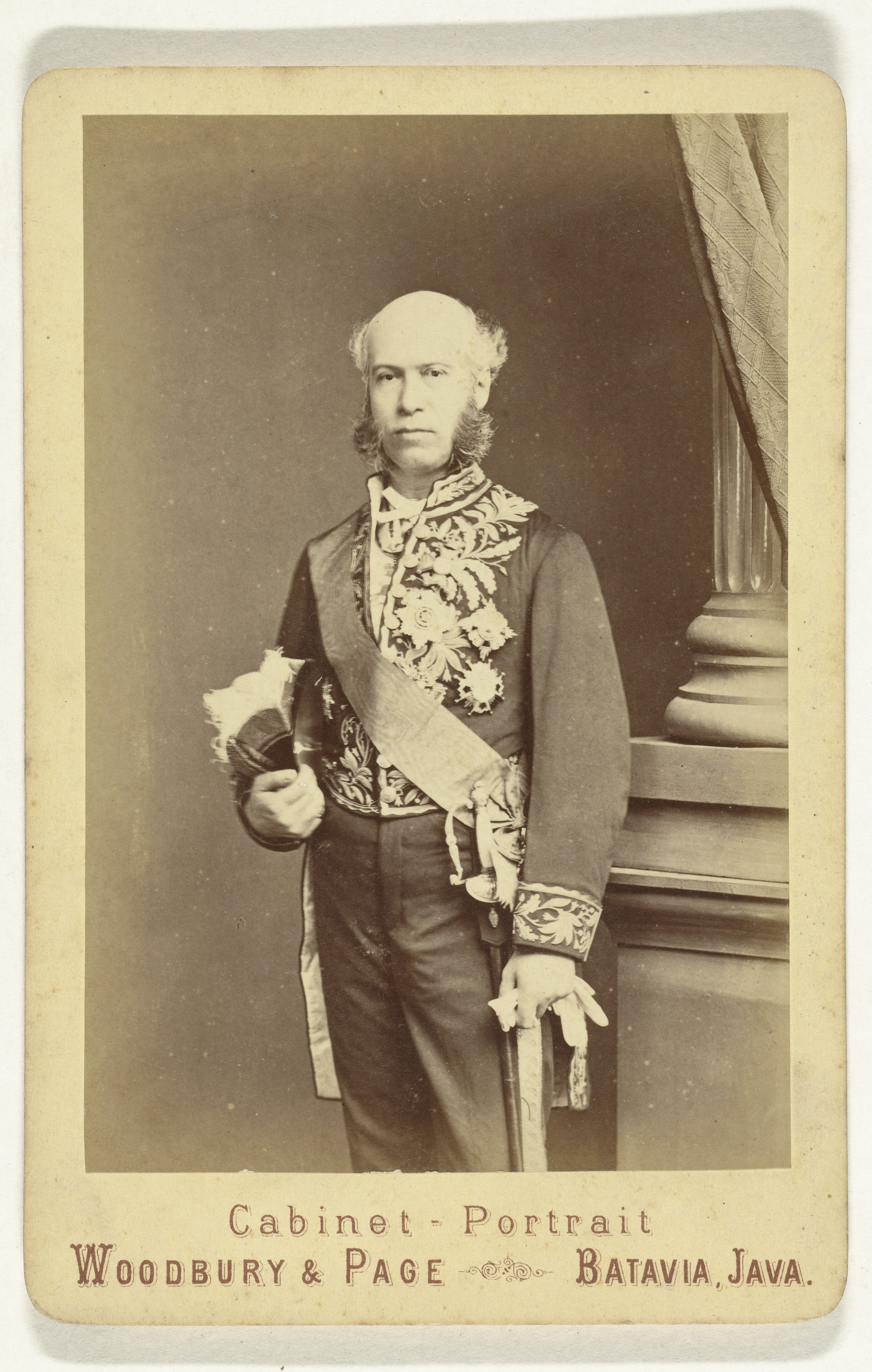
Johan Wilhelm van Lansberge

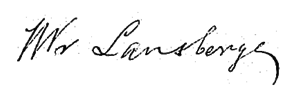
zijn handtekening

Johan Wilhelm van Lansberge (Santa Fe de Bogotá (Colombia), 16 november 1830 – Menton (Frankrijk), 17 december 1905) was van 1875 tot 1881 gouverneur-generaal van Nederlands-Indië. 
Van Lansberge, lid van de familie Van Lansberge, was een zoon van Reinhart Frans van Lansberge, gouverneur van Suriname, en Victoria Maria Rodriguez y Escobar ((1806-1880).
Van Lansberge volgde het gymnasium in Zutphen en studeerde rechten in Leiden (1848-1854). Vanaf 1856 bekleedde hij diverse diplomatieke functies, onder meer in Parijs, Madrid, Sint-Petersburg en Brussel. Hij nam in 1874 deel aan de Conferentie van Brussel, die het oorlogsrecht wilde codificeren.
In 1875 werd hij gouverneur-generaal van Nederlands-Indië in een periode met een oplaaiende oorlog in Atjeh. Elders op Sumatra voerde hij strijd tegen de Batakkers en ook op Celebes voerde hij oorlog. Met name de strijd in Atjeh kostte veel geld. Tijdens zijn bewind werden hbs'en opgericht, alsmede een landbouwschool, kweekscholen voor onderwijzers en opleidingsscholen voor 'inheemse' ambtenaren. Hij slaagde erin om de slavernij, die formeel al in 1860 was afgeschaft, verder uit te bannen.  In 1881 liep zijn ambtstermijn af.
Andries van den Berg schilderde in 1887 het portret van Johan Wilhelm van Lansberge voor de portrettengalerij van de gouverneurs-generaal van Nederlands-Indië in paleis Rijswijk in Jakarta. Het werd in 1950 opgenomen in de collectie van het Rijksmuseum Amsterdam.
Hij was getrouwd met de Spaanse Rafaela del Villar. Hun huwelijk bleef kinderloos.
- Biografisch Portaal: 20368879
- International Standard Name Identifier: 0000 0000 8444 4776
- Library of Congress Control Number: n88002399
- Nederlandse Thesaurus van Auteursnamen: 090642554
- Parlement.com: vg09llzb6jzw
- Système universitaire de documentation: 240083288
- Virtual International Authority File: 40913941
- WorldCat: E39PBJcGjpm7DjbDt4TpP4Cfbd

Gouverneur-generaal van de VOC

Both · 
Gerard Reynst · 
Reael · 
Coen · 
Carpentier · 
Coen · 
Specx · 
Brouwer · 
Van Diemen · 
Van der Lijn · 
Carel Reyniersz · 
Maetsuycker · 
Rijcklof van Goens · 
Speelman · 
Camphuys · 
Van Outhoorn · 
Van Hoorn · 
Van Riebeeck · 
Van Swol · 
Zwaardecroon · 
De Haan · 
Durven · 
Van Cloon · 
Patras · 
Valckenier · 
Thedens · 
Van Imhoff · 
Mossel · 
Van der Parra · 
Van Riemsdijk · 
De Klerk · 
Alting

 

Gouverneur-generaal van staatswege

Van Overstraten · 
Siberg · 
Wiese · 
Daendels · 
(Britse interventie: Raffles en Fendall) · 
Van der Capellen · 
De Kock · 
Du Bus de Gisignies · 
Van den Bosch · 
Baud · 
De Eerens · 
Van Hogendorp · 
Merkus · 
Jan Reijnst · 
Rochussen · 
Duymaer van Twist · 
Pahud · 
Prins · 
Sloet van de Beele · 
Prins · 
Mijer · 
Loudon · 
Van Lansberge · 
s'Jacob · 
Van Rees · 
Pijnacker Hordijk · 
Van der Wijck · 
Rooseboom · 
Van Heutsz · 
Idenburg · 
Van Limburg Stirum · 
Fock · 
De Graeff · 
De Jonge · 
Tjarda van Starkenborgh Stachouwer